# Pozorrubio (kommun i Spanien, Kastilien-La Mancha, Provincia de Cuenca, lat 39,80, long -2,94)
Pozorrubio är en kommun i Spanien.   Den ligger i provinsen Provincia de Cuenca och regionen Kastilien-La Mancha, i den centrala delen av landet, 90 km sydost om huvudstaden Madrid. Antalet invånare är 370.